# Осилниця (община)
Община Осилниця (словен. Občina Osilnica) — одна з общин Словенії. Адміністративним центром є місто Осилниця.
Розташована в Осилницькій долині, розроблений річки Купа. У мальовничій долині приховані культурні пам'ятки, привабливе природне середовище і чиста річка Купа.

## Населення
У 2011 році в общині проживало 399 осіб, 222 чоловіків і 177 жінок. Чисельність економічно активного населення (за місцем проживання), 132 осіб. Середня щомісячна чиста заробітна плата одного працівника (EUR), 636,69 (в середньому по Словенії 987.39). Приблизно кожен другий житель у громаді має автомобіль (43 автомобілі на 100 жителів). Середній вік жителів склав 48,7 роки (в середньому по Словенії 41.8). 